# Patrick A. Lee
Patrick A. Lee (8 de setembro de 1946) é um físico estadunidense.
Participou da 24ª Conferência de Solvay, em 2008.